# Abalá (comida)
El abalá es un plato típico de Guinea Ecuatorial a base de malanga pelada y rallada. El polvo de malanga se mezcla con agua hasta que queda una especie de pasta o masa. En su preparación es similar al tamal, pues se envuelve en hoja de plátano u otras hojas de gran tamaño con un poco de sal y aceite de palma. Los envueltos de colocan ordenadamente en una olla, se cubren de agua y se cuecen por media hora.
En Guinea Ecuatorial el aceite de uso preferente es el aceite de palma, obtenido del palmiste o dátil de palma. De no disponer, se pueden usar otros aceites, como aceite de oliva o de maíz. Fuera del país, las hojas de plátano se comercializan congeladas y se suelen importar de América Latina, donde también tienen un uso culinario. Si no es posible encontrarlas, se puede hacer uso de papel de aluminio.
El abalá se puede encontrar en las grandes ciudades del país como Bata o Malabo.